# Winstars
WinStars est un logiciel simulant la visualisation du ciel. Il représente la voûte céleste telle que l'on peut l'observer depuis n'importe quel point du globe terrestre à une date donnée. L'utilisateur peut, à tout moment, accéder à de nombreuses informations sur les objets affichés par le programme. Le programme intègre une base de 10 000 étoiles dans sa version de base et affiche quelque 10 000 objets.

## Présentation
Il visualise la position des principaux satellites de Mars, Jupiter, Saturne et Uranus tandis que les planètes, les phases de la lune et certains objets du ciel profond sont reproduits de façon très réaliste.
Il est ainsi possible de se déplacer d’une planète à une autre, de suivre une sonde le long de son périple ou de voir un phénomène céleste là où vous ne pourrez jamais aller. L’utilisation des théories planétaires DE 404 du Jet Propulsion Laboratory, permet d’obtenir une représentation rigoureuse des phénomènes représentés.
Winstars utilise Microsoft DirectX (DirectX 9c pour Winstar 2).

## Principales caractéristiques
- une base de données constituée de 2 500 000 étoiles,
- un catalogue de 10 000 nébuleuses, galaxies, amas d’étoiles,
- une direction d'observation qui se gère facilement à la souris et en temps réel,
- une représentation précise du ciel visible depuis un point du globe terrestre à une date donnée,
- une interface en 3D pour donner plus de réalisme aux objets célestes
- calcule les phénomènes astronomiques marquants visibles depuis un lieu d'observation terrestre,
- propose des informations détaillées sur chaque objet,
- calcule les positions des principaux satellites de Mars, Jupiter, Saturne, Uranus et Neptune, des comètes et des astéroïdes.
- trace l'équateur céleste, l'écliptique, les grilles de coordonnées azimutales et équatoriales
- dessine les orbites des planètes en 3D
- pilote une large gamme de télescopes
- est compatible avec les GPS séries
- des ressources Internet sont également disponibles : mise à jour des informations sur les comètes et les astéroïdes, interrogation de serveurs DSS (Digitized Sky Survey) pour obtenir une photographie de la zone du ciel affichée par le programme, affichage de la visibilité des satellites artificiels, etc.
- mises à jour automatisées du logiciel
- paysages personnalisables
- programme développé en C++. Utilisation des techniques de Vertex shaders, de bump mapping, d'alpha blending et de multi-texturing pour un rendu performant.

Annoncé courant 2024 sur le site de l'auteur : abandon de la version macOS, du fait de l'abandon par Apple des processeurs x86.